# パチャ・ゴリ・ワファダル
パチャ・ゴリ・ワファダル（パシュトゥー語: پاچا گل وفادار, ラテン文字転写: Pacha Gul Wafadar、1943年 - ）は、アフガニスタンの政治家、軍人、外交官。

## 経歴
パクティヤー州ジャドラン市に生まれる。パシュトゥーン人のタナイ部族出身。1963年にカーブル幼年学校を卒業し、1969年、レニングラードのブジョーンヌイ陸軍通信隊士官学校で高等技術教育を受けて卒業した。
- 1969年～1971年 - アフガニスタン空軍に勤務
- 1971年～1973年 - カーブル空港職員
- 1973年 - ムハンマド・ダーウードのクーデターに参加
- 1973年～1974年 - 国境相
- 1974年～1977年 - 駐ブルガリア大使
- 1977年～1978年 - 駐リビア大使
- 1978年8月～1980年 - 駐印大使

1980年に逮捕されたが、暫く後に釈放された。1988年5月26日に民間航空相となり、シャフナワーズ・タナイ国防相の側近となった。
1990年、パキスタンに亡命。

## 家族
妻はロシア人。